# 야쿠프 브와슈치코프스키
야쿠프 "쿠바" 브와슈치코프스키(폴란드어: Jakub "Kuba" Błaszczykowski, 1985년 12월 14일, 폴란드 트루스콜라시 ~)는 폴란드의 은퇴한 축구 선수로, 윙어로 활약했다. 그는 또한 UEFA 유로 2012에서 폴란드 축구 국가대표팀의 주장직을 맡았다.

## 클럽 경력

### 초기 경력
브와슈치코프스키는 쳉스토호바 인근의 트루스콜라시에서 자랐다. 그가 8세가 되었을때, 그와 그의 형 다비트는 라코프 쳉스토호바에서 훈련을 받았다. 그가 11세가 되었을 때, 그는 모친상을 당하였다. 범인은 그의 친아버지였다. 그는 당시 살해현장을 목격하였는데, 이후 5일간 잠을 이루지 못했다고 했다. 그리고 그는 이후 할머니 밑에서 자라났다. 그러나, 모친상의 충격으로 인해 축구를 그만두게 되었다. 1년 후, 그는 풋살 토너먼트에 참가하도록 설득되어서 참여한 뒤, 최고의 선수로 선정되었다. 그의 삼촌, 예지 브젱체크(Jerzy Brzęczek)는 폴란드 축구 국가대표팀의 주장이었고, 그는 삼촌으로부터 그의 재능을 허비하지 말라고 하였다. 그는 라코프 쳉스토호바에 다시 돌아가 훈련을 받았다. 2002년, 그는 고르닉 차브르체로 이적하였지만, 클럽에서 선전할 수 없었다. 2003년 초, 그는 KS 쳉스토호바로 이적하였고, 2004년 말까지 4부리그의 선수로 활동하였다. 그의 삼촌은 비스와 크라쿠프 트라이얼에 도왔고, 그는 크라쿠프의 감독인 베르너 리츠카의 눈도장이 찍혔다.

### 비스와 크라쿠프
브와슈치코프스키는 빠른 시간 안에 비스와의 1군에서 중요한 자리를 확보하였고, 2005년 3월 20일, 폴로니아 바르샤바전에서 리그 데뷔전을 치렀다. 시즌 말, 그는 비스와의 주전 자리를 꿰찼다. 그 해에 비스와는 폴란드 엑스트라클라사 우승을 하였다. 이듬 해 크라쿠프는 준우승을 하였고, 그는 폴란드 최고의 미드필더로 선정되어 카날+의 "축구 오스카상"을 수상하였다.

### 보루시아 도르트문트
2007년 2월, 그는 보루시아 도르트문트와 €3M의 이적료에 4년 계약을 체결하였고, 같은 해 7월에는 팀에 합류하였다. 그는 드리블과 속도의 장점으로 인해 주로 윙어로 활약하였다. 그는 일부 몇 경기에서 풀백으로도 출장했다.
2008년 4월 25일, 그는 아인트라흐트 프랑크푸르트전에서 첫골을 득점하였고, 경기는 1-1 무승부로 종료되었다.
그는 도르트문트에서 '쿠바'라고 마킹된 유니폼을 입고 뛴다. 쿠바는 야쿠프의 폴란드어 지소사이다.
2008년 12월, 그는 폴란드 올해의 선수로 선정되었다. 1달 후, 2009년 1월에는 알렉산더 프라이와 네벤 수보티치를 제치고, 팬들로부터 보루시아 도르트문트 올해의 선수로 선정되었다. 그는 팬 투표에서 35%가 넘는 득표율로 선정되었다.
2008-09 시즌 중후반, 그는 다리 근육 부상을 당하였다.

## 국가대표 경력
브와슈치코프스키는 2006년 3월 28일, 사우디아라비아와의 친선 경기에서 폴란드 축구 국가대표팀 데뷔전을 치렀다. 그는 2006년 FIFA 월드컵에 차출되지 못하였지만, UEFA 유로 2008 예선에서 주축 선수의 역할을 맡았다. 그는 2007년 8월 22일, 러시아와의 친선 경기에서 첫골을 기록하였다. 그는 UEFA 유로 2008 폴란드 대표팀 예비명단에 포함되었지만, 부상으로 참여하지 못하였다.
2010년 11월 17일, 그는 폴란드 축구 국가대표팀의 주장으로써 첫 경기를 치루었다. 그의 대표팀 첫 경기는 코트디부아르와의 친선 경기였다. 그리스와의 UEFA 유로 2012 개막전에서 로베르트 레반도프스키의 선제골을 도왔다. 폴란드는 이 경기에서 그리스와 1-1 무승부를 기록하였다. 러시아와의 조별 예선 2차전에서 동점골을 기록하였다. 폴란드는 이 경기에서 러시아와 1-1 무승부를 기록하였고, 그는 경기 최우수 선수로 선정되었다.

## 수상

### 클럽
비스와 크라쿠프
- 엑스트라클라사: 2004-05

보루시아 도르트문트
- UEFA 챔피언스리그

준우승: 2012–13
- 분데스리가

우승: 2010-11, 2011-12
- DFB 포칼

우승: 2011-12
- 독일 슈퍼컵

우승: 2013

### 개인
- 엑스트라클라사 올해의 미드필더: 2006
- 폴란드 올해의 축구 선수: 2008, 2010
- 올해의 축구 선수 (스포츠지 독자투표): 2008,[8] 2010[9]
- 보루시아 도르트문트 올해의 축구 선수: 2008[10]
- 폴란드 올해의 선수상 : 2008, 2010
- UEFA 유로 2012 맨 오브 더 매치 : vs. 러시아 (조별리그)

## 사생활
브와슈치코프스키는 아가타 고와셰프스카(Agata Gołaszewska)와 2010년 6월에 결혼하였다. 2011년 4월 20일, 두 부부는 득녀하였다.

## 같이 보기
- A매치 100경기 이상 출전한 축구 선수 명단